# Agrilus lubopetri
Agrilus lubopetri (лат.) — вид узкотелых жуков-златок.

## Распространение
Вьетнам, Лаос и Китай (Yunnan).

## Описание
Длина тела взрослых насекомых (имаго) 11 — 17 мм. Отличаются следующими признаками: крупный размер; вытянутое тело темно-зеленоватое сверху; надкрылья без пятен в апикальной части; самки с явным оранжевым опушением на переднеспинке. Переднегрудь с воротничком. Боковой край переднеспинки цельный, гладкий. Глаза крупные, почти соприкасаются с переднеспинкой. Личинки развиваются, предположительно, на различных лиственных деревьях. Встречаются в апреле, мае и июне на высотах 900-2000 м. Вид был впервые описан в 2000 году, а его валидный статус подтверждён в 2011 году в ходе ревизии, проведённой канадскими колеоптерологами Эдвардом Йендеком (Eduard Jendek) и Василием Гребенниковым (Оттава, Канада).